# Commissione internazionale per la protezione del fiume Danubio
La Commissione internazionale per la protezione del fiume Danubio (CIPFD) (in inglese International Commission for the Protection of the Danube River, ICPDR) è un'organizzazione internazionale il cui segretariato permanente si trova a Vienna. Fu istituita dalla Convenzione per la protezione del fiume Danubio, firmata dai paesi del Danubio a Sofia (Bulgaria), nel 1994.
La commissione divenne attiva nel 1998. Da allora, si è sviluppata in uno dei più grandi e attivi organismi internazionali specializzati nella gestione dei bacini fluviali in Europa. La commissione si occupa non solo del Danubio in senso stretto, ma anche del suo intero bacino fluviale, che comprende più di 300 affluenti e le risorse delle acque sotterranee.

## Base giuridica
La base giuridica della CIPFD è la "Convenzione sulla cooperazione per la protezione e l'uso sostenibile del fiume Danubio", generalmente nota come "Convenzione per la protezione del fiume Danubio" (CPFD) (in inglese Danube River Protection Convention, DRPC). Essa impegna le parti contraenti ad unire i loro sforzi per una gestione sostenibile delle acque, compresa la conservazione delle acque di superficie e sotterranee, la riduzione dell'inquinamento, la prevenzione ed il controllo delle alluvioni, degli incidenti e dei rischi derivanti dal ghiaccio. La convenzione fu firmata a Sofia (Bulgaria) nel 1994 ed entrò in vigore nell'ottobre 1998.

## Obiettivi
La CIPFD fu creata per attuare la Convenzione per la protezione del fiume Danubio (CPFD). Essa è al tempo stesso un forum per permettere alle parti contraenti di coordinare l'attuazione della convenzione e una piattaforma per valutare i progressi compiuti. Tra gli obiettivi chiave della CPFD rientrano i seguenti:
1. Assicurare la gestione sostenibile delle acque
2. Assicurare la conservazione, il miglioramento e l'uso razionale delle acque di superficie e sotterranee
3. Controllare l'inquinamento e ridurre la produzione di nutrienti e di sostanze rischiose
4. Controllare le alluvioni e i rischi derivanti dal ghiaccio.

La CIPFD facilita inoltre la cooperazione tra i paesi del Danubio e quelli della regione del Mar Nero nelle questioni che richiedono coordinamento, coopera con altre organizzazioni internazionali nei casi in cui è opportuno e affronta le nuove sfide legate alla gestione delle acque quando si presentano.
Quando la Direttiva quadro sulle acque della UE (DQA, formalmente Direttiva 2000/60/EC) fu adottata nell'ottobre 2000, tutti i paesi che cooperavano in base alla CPFD (che comprende attualmente 9 stati membri della UE e 5 stati non membri) decisero di fare ogni sforzo per attuare la Direttiva nell'ambito dell'intero bacino. Anche gli stati non membri della UE si impegnarono ad attuare la DQA nel quadro della CPFD. In aggiunta, la CIPFD funge da piattaforma di coordinamento per l'attuazione in tutto il bacino della Direttiva alluvioni della UE (DEA, formalmente Direttiva 2007/60/EC).

## Struttura e processo decisionale
La CIPFD è un'organizzazione internazionale. Si riunisce due volte all'anno: l'Assemblea Ordinaria si tiene a Vienna a dicembre, un'altra assemblea dei Capi delegazione si tiene a giugno nel paese che ha la presidenza di turno. Le assemblee consistono di delegazioni delle parti contraenti e di organizzazioni osservatrici. Ogni parte contraente ha un Capo delegazione che rappresenta il paese. Per tutte le decisioni si ricerca il consenso. Le riunioni sono presiedute dal Presidente della CIPFD; la Presidenza delle CIPFD si passa ogni anno da un paese a un altro in ordine alfabetico.
In aggiunta, gran parte del lavoro della CIPFD è fatto dai Gruppi di esperti (GE), che sono comitati di specialisti delle parti contraenti e osservatori – di solito funzionari civili dei ministeri competenti, in alcuni casi dipendenti di ONG o agenzie a contratto. Nel 2013, vi sono sette Gruppi di esperti permanenti e uno ad hoc:
1. Pressioni e Misure
2. Monitoraggio e Valutazione
3. Protezione e Valutazione
4. Gestione del Bacino fluviale
5. Gestione delle informazioni e GIS
6. Partecipazione pubblica
7. Prevenzione e Controllo degli Incidenti
8. Gruppo di esperti strategici (ad hoc).

I gruppi di esperti hanno tutti termini di riferimento e mandati adottati dalla Commissione. Essi si riuniscono di solito dalle due alle tre volte all'anno. Possono inoltre essere costituiti gruppi di lavoro con tempi e obiettivi limitati per compiti specifici, nei quali non sono necessariamente rappresentati tutti i paesi. I gruppi di esperti discutono questioni legate ai loro termini di riferimento e preparano rapporti e raccomandazioni per le azioni coordinate.
La CIPFD ha un Segretariato permanente per sostenere il suo lavoro, diretto da un Segretario esecutivo che, nel 2013, è Ivan Zavadsky. Il segretariato ha la sua sede centrale a Vienna, da dove amministra, gestisce e sostiene il lavoro della CIPFD. Il personale totale del segretariato è di 8 membri permanenti e di personale aggiuntivo a breve termine. Se si considerano tutti gli esperti nazionali, i delegati, gli osservatori e i consulenti, vi sono più di 300 persone che lavorano con e per la CIPFD.

## Composizione delle dispute
La CIPFD funge da piattaforma per la cooperazione e il coordinamento. La fima della convenzione, tuttavia, in base al diritto internazionale impegna i paesi aderenti ad alcune azioni specifiche e ad attenersi a certi principi. In alcuni conflitti del passato, la CIPFD contribuì ad agevolare l'armonizzazione degli sforzi fornendo uno spazio per la discussione. Il Presidente o i funzionari del segretariato possono indurre colloqui su temi specifici e contribuire alla formazione del consenso. La convenzione prevede un meccanismo di composizione delle dispute, ma in pratica questo finora non è stato necessario, perché i paesi interessati hanno lavorato per assicurare il dialogo e sviluppare il consenso sui temi di conflitto.

## Membri

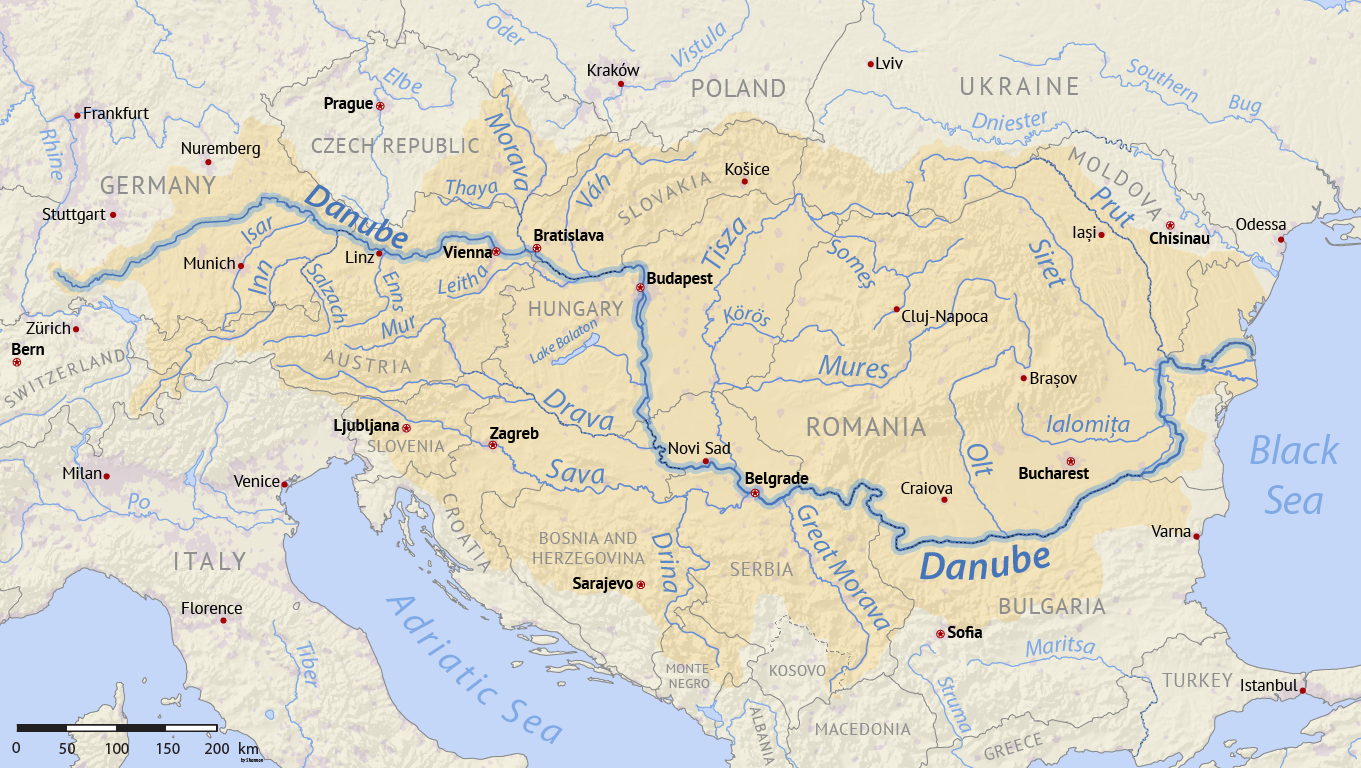
Il bacino del fiume Danubio
è l'area di captazione delle acque del fiume.

La CIPFD ha quindici parti contraenti:
- Austria
- Bosnia ed Erzegovina
- Bulgaria
- Croazia
- Germania
- Moldavia
- Montenegro
- Rep. Ceca
- Romania
- Slovacchia
- Slovenia
- Serbia
- Ucraina
- Ungheria
- Unione europea

## Osservatori
La CIPFD ha 22 osservatori ufficiali con il diritto di assistere alle riunioni e di partecipare al processo decisionale:
- Commissione del Mar Nero
- Convenzione dei Carpazi
- Associazione centrale per i dragaggi
- Forum ambientale del Danubio
- Commissione del Danubio
- Parchi del Danubio
- Commissione turistica del Danubio
- Alleanza europea dei pescatori con lenza
- Unione europea chiatte
- Associazione europea delle acque
- Amici della natura Internazionale
- Partenariato globale per l'acqua
- Associazione internazionale per le ricerche sul Danubio
- Associazione internazionale delle società di fornitura idrica del bacino del fiume Danubio
- Programma idrologico internazionale
- Commissione internazionale per il bacino del fiume Sava
- Convenzione di Ramsar sulle zone umide
- Centro ambientale regionale per l'Europa centrale e orientale
- VGB PowerTech
- via donau
- World Wide Fund for Nature — Programma danubio-carpatico
- Centro di competenza del Danubio

## Finanziamento
Il bilancio della CIPFD si alimenta con i contributi delle parti contraenti. Secondo la Convenzione per la protezione del fiume Danubio, le parti contraenti (eccetto la UE) contribuiscono in parti uguali, a meno che non deciso altrimenti all'unanimità della CIPFD. Alcune eccezioni sono attualmente applicate per un periodo transitorio. Il bilancio annuale totale della CIPFD è un po' più alto di un milione di euro. Gran parte del lavoro della CIPFD è fatto direttamente dai paesi membri. Tali contributi in termini di personale e di materiali sono perciò anche considerevoli, anche se questo non compare nel bilancio di CIPFD. Anche i costi di partecipazione al lavoro della Commissione e degli organismi degli esperti sono coperti dalle parti stesse.
In alcuni casi, la CIPFD s'impegna in progetti che hanno fonti separate di finanziamento. Questi comprendono progetti finanziati dall'Unione europea, the Programma delle Nazioni Unite per lo sviluppo, GEF, singoli paesi membri o aziende private attraverso il partenariato pubblico-privato "Business Friends of the Danube".

## Varietà del fiume Danubio

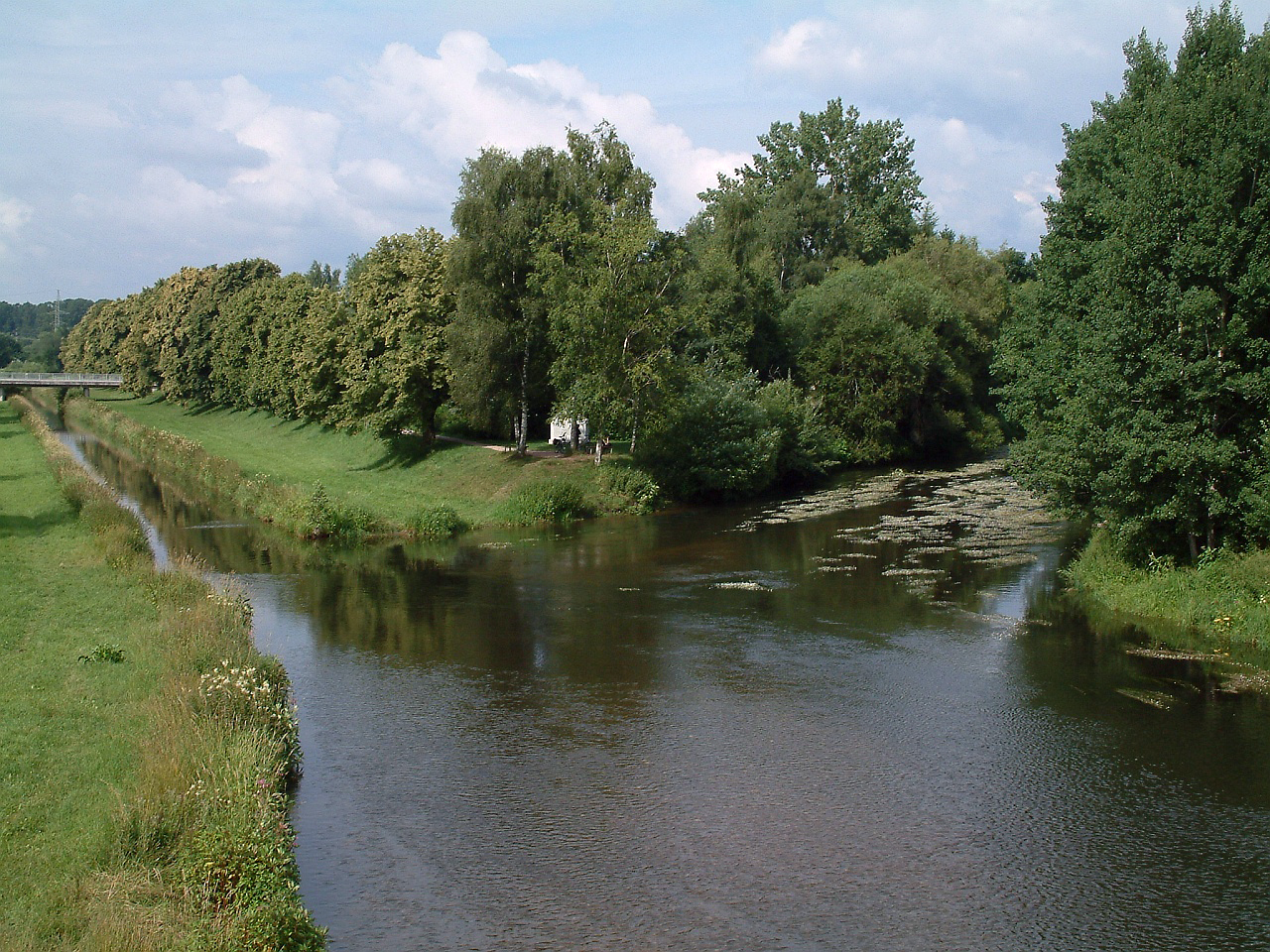
Il luogo dove il Breg e il Brigach si uniscono per formare il Danubio aDonaueschingen.
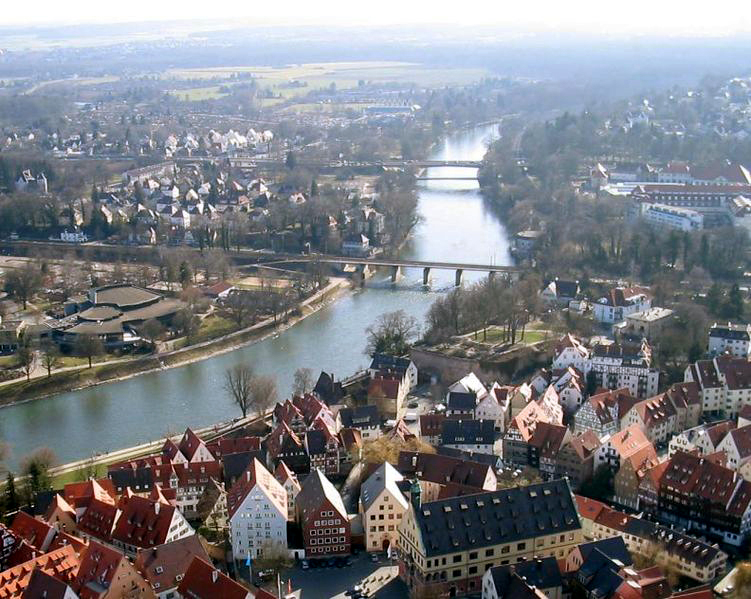
Il Danubio a Ulma come si vede dal campanile del Duomo di Ulma, guardando a sud-ovest.
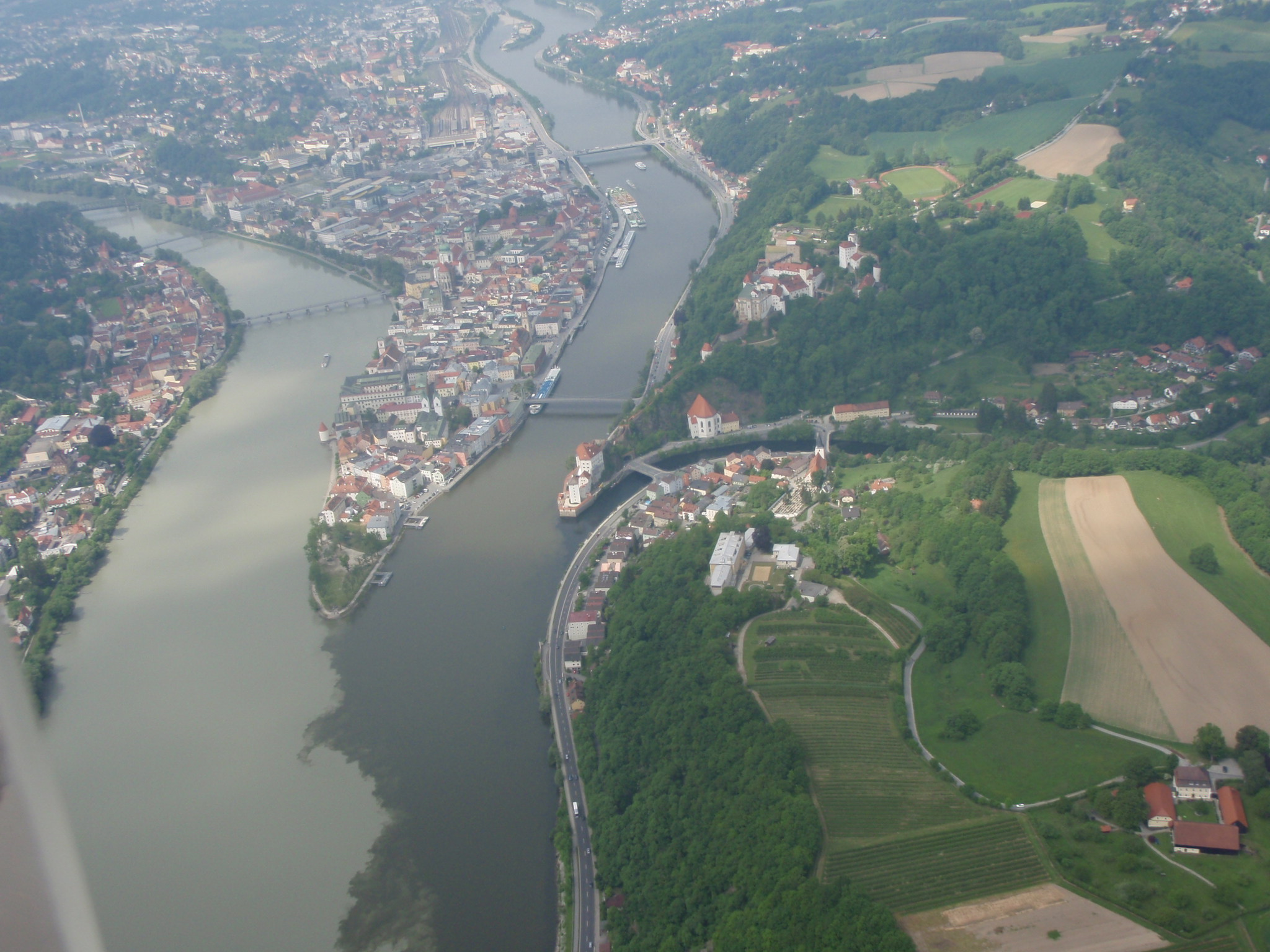
La confluenza del Inn (sinistra), Danubio (centro) e Ilz (destra) a Passavia.
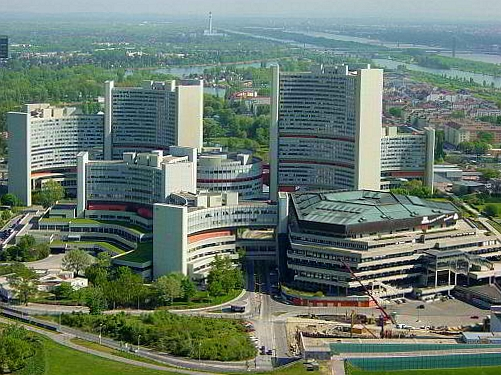
L'Ufficio delle Nazioni Unite a Vienna, sede del segretariato della CIPFD.
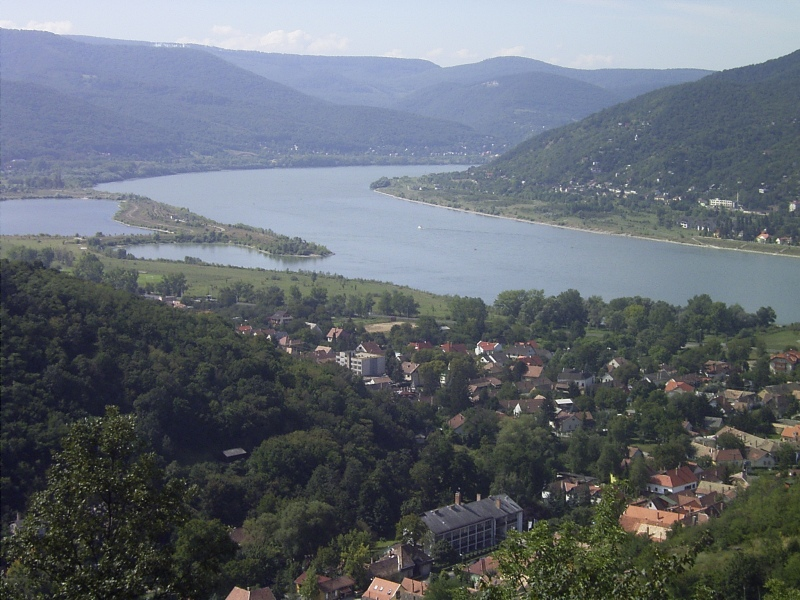
L'Ansa del Danubio è una curva del Danubio in Ungheria, vicino alla città di Visegrád.
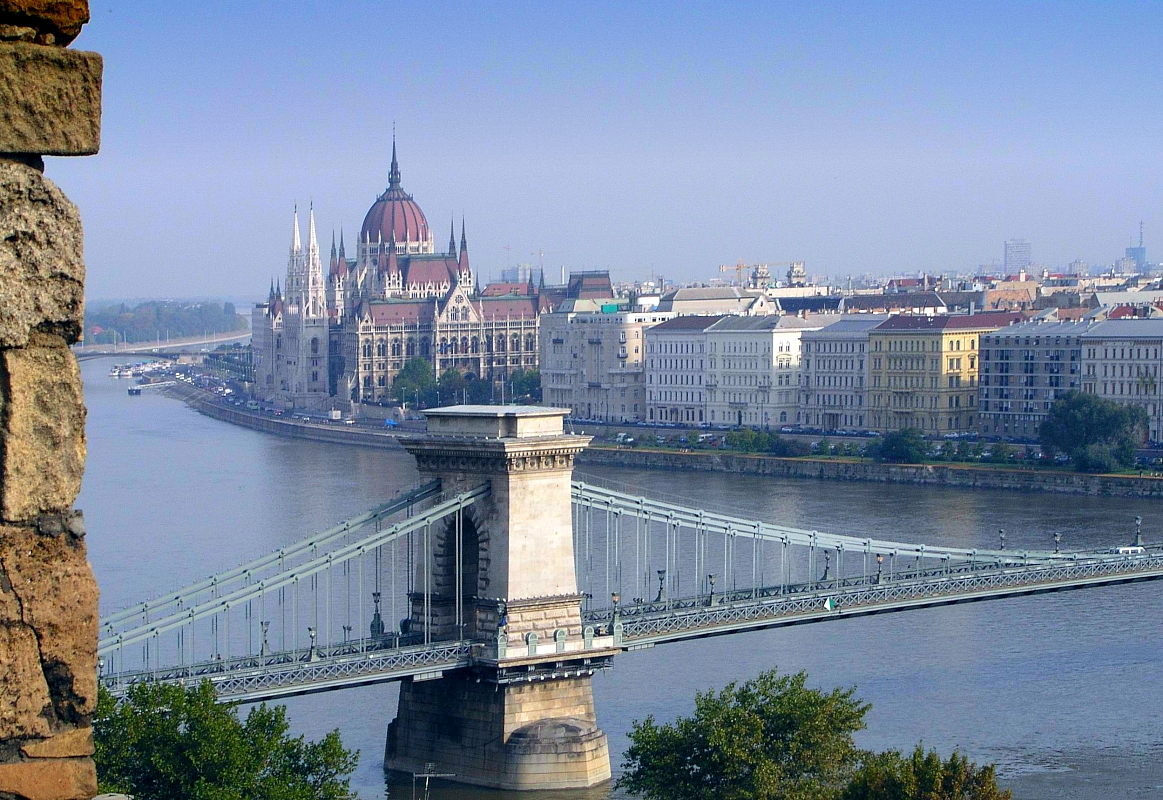
Il Danubio a Budapest.
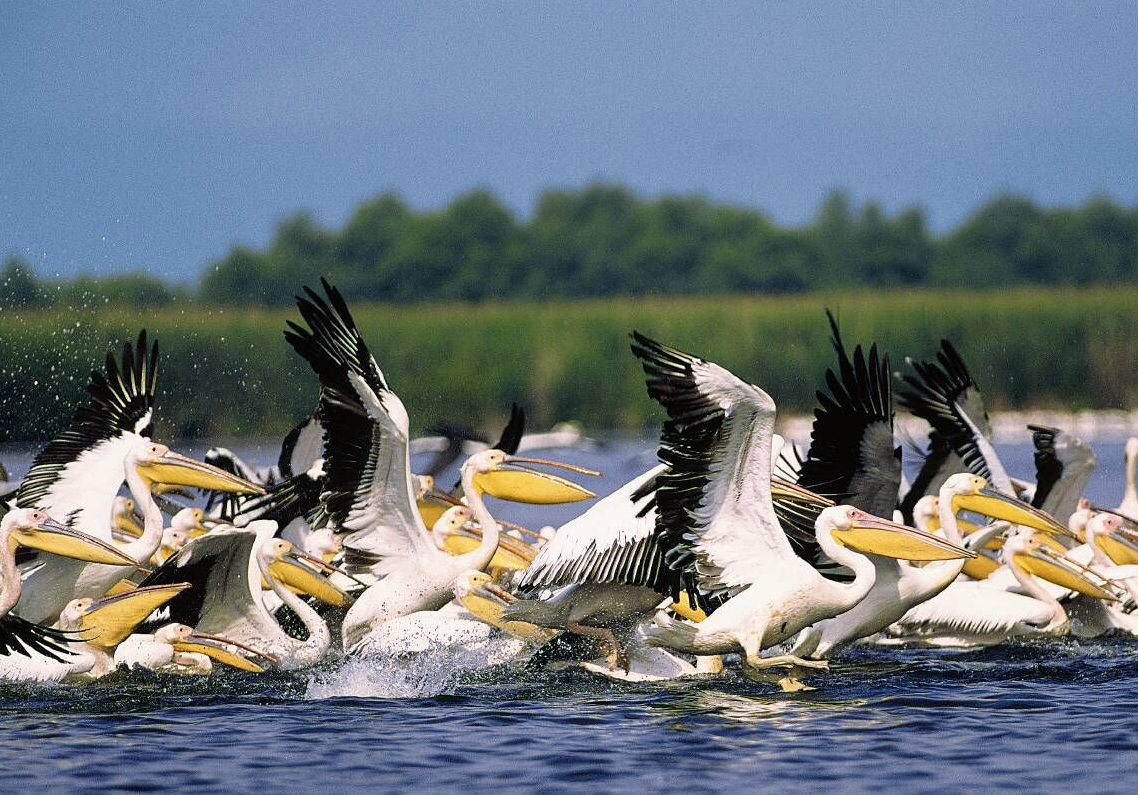
Pellicani nel Delta del Danubio, Romania.